# Haldanenmossa
Haldanenmossa (Callicladium haldanianum) är en bladmossart som beskrevs av H. Crum 1971. Enligt Catalogue of Life ingår Haldanenmossa i släktet Callicladium och familjen Hypnaceae, men enligt Dyntaxa är tillhörigheten istället släktet Callicladium och familjen Hypnaceae. Arten är reproducerande i Sverige. Inga underarter finns listade i Catalogue of Life.

## Bildgalleri

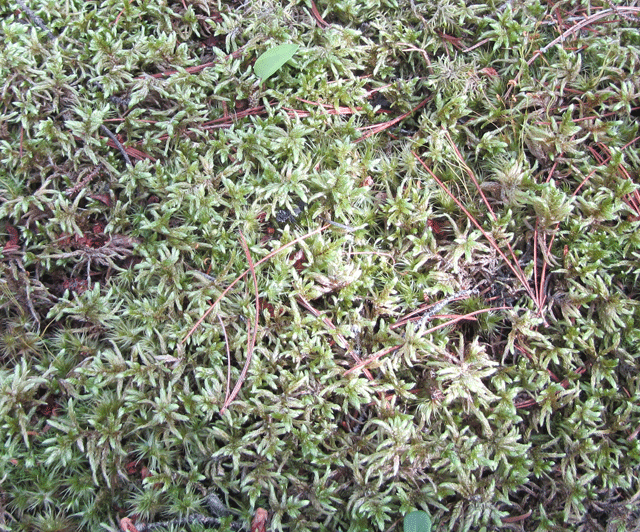